# Грей (Манітоба)
Грей (англ. Grey) — сільський муніципалітет в Канаді, у провінції Манітоба.

## Населення
За даними перепису 2016 року, сільський муніципалітет нараховував 2648 осіб, показавши зростання на 1,3%, порівняно з 2011-м роком. Середня густина населення становила 2,8 осіб/км².
З офіційних мов обидвома одночасно володіли 720 жителів, тільки англійською — 1 865, тільки французькою — 15, а 20 — жодною з них. Усього 390 осіб вважали рідною мовою не одну з офіційних, з них 5 — українську.
Працездатне населення становило 68% усього населення, рівень безробіття — 3,4% (3,4% серед чоловіків та 3,5% серед жінок). 71,6% осіб були найманими працівниками, а 27,2% — самозайнятими.
Середній дохід на особу становив $38 649 (медіана $33 254), при цьому для чоловіків — $43 474, а для жінок $33 401 (медіани — $38 583 та $28 608 відповідно).
29,4% мешканців мали закінчену шкільну освіту, не мали закінченої шкільної освіти — 25,3%, 45,3% мали післяшкільну освіту, з яких 20,7% мали диплом бакалавра, або вищий.
| Статево-вікова структура населення | Статево-вікова структура населення | Статево-вікова структура населення | Статево-вікова структура населення | Статево-вікова структура населення |
| ---------------------------------- | ---------------------------------- | ---------------------------------- | ---------------------------------- | ---------------------------------- |
|                                    |                                    |                                    |                                    |                                    |
| Всього                             | Всього                             | 51,3%48,7%                         |                                    |                                    |
| 0 — 14 років                       | 0 — 14 років                       |                                    | 21%                                | 21%                                |
| 15 — 64 років                      | 15 — 64 років                      |                                    | 62,4%                              | 62,4%                              |
| 65 і більше                        | 65 і більше                        |                                    | 16,6%                              | 16,6%                              |
| 85 і більше                        | 85 і більше                        |                                    | 2,3%                               | 2,3%                               |
| Середній вік (років)               | Середній вік (років)               | 38,940,9                           | 39,8                               | 39,8                               |
| Медіана (років)                    | Медіана (років)                    | 39,842,0                           | 41,0                               | 41,0                               |
| — чоловіки — жінки                 |                                    |                                    |                                    |                                    |

| Походження мешканців:     | Походження мешканців:     | Походження мешканців: | Походження мешканців: | Походження мешканців: |
| ------------------------- | ------------------------- | --------------------- | --------------------- | --------------------- |
| Походження                |                           |                       | осіб                  | %                     |
| Корінні американці        | Корінні американці        |                       | 255                   | 10.37%                |
| Інше північноамериканське | Інше північноамериканське |                       | 675                   | 27.44%                |
| Європейське               | Європейське               |                       | 2 080                 | 84.55%                |
| британське                | британське                |                       | 860                   | 34.96%                |
| французьке                | французьке                |                       | 890                   | 36.18%                |
| українське                | українське                |                       | 220                   | 8.94%                 |
| Латинськоамериканське     | Латинськоамериканське     |                       | 35                    | 1.42%                 |
| Африканське               | Африканське               |                       | 15                    | 0.61%                 |
| Азійське                  | Азійське                  |                       | 65                    | 2.64%                 |

| Зайнятість населення за галузями (за класифікацією NOC): | Зайнятість населення за галузями (за класифікацією NOC): | Зайнятість населення за галузями (за класифікацією NOC): | Зайнятість населення за галузями (за класифікацією NOC): | Зайнятість населення за галузями (за класифікацією NOC): |
| -------------------------------------------------------- | -------------------------------------------------------- | -------------------------------------------------------- | -------------------------------------------------------- | -------------------------------------------------------- |
|                                                          |                                                          |                                                          |                                                          |                                                          |
| Управління                                               | Управління                                               |                                                          | 21,7%                                                    | 21,7%                                                    |
| Бізнес, фінанси та адміністрування                       | Бізнес, фінанси та адміністрування                       |                                                          | 8,9%                                                     | 8,9%                                                     |
| Природничі та прикладні науки                            | Природничі та прикладні науки                            |                                                          | 1,9%                                                     | 1,9%                                                     |
| Охорона здоров'я                                         | Охорона здоров'я                                         |                                                          | 8,9%                                                     | 8,9%                                                     |
| Освіта, правозахист, муніципальні та урядові служби      | Освіта, правозахист, муніципальні та урядові служби      |                                                          | 10,5%                                                    | 10,5%                                                    |
| Мистецтво, культура, відпочинок та спорт                 | Мистецтво, культура, відпочинок та спорт                 |                                                          | 0,8%                                                     | 0,8%                                                     |
| Роздрібна торгівля та послуги                            | Роздрібна торгівля та послуги                            |                                                          | 11,2%                                                    | 11,2%                                                    |
| Гуртова торгівля, транспорт та обладнання                | Гуртова торгівля, транспорт та обладнання                |                                                          | 21,3%                                                    | 21,3%                                                    |
| Природні ресурси, сільське господарство                  | Природні ресурси, сільське господарство                  |                                                          | 13,6%                                                    | 13,6%                                                    |
| Виробництво                                              | Виробництво                                              |                                                          | 1,6%                                                     | 1,6%                                                     |

## Клімат
Середня річна температура становить 2,7°C, середня максимальна – 24,1°C, а середня мінімальна – -23,8°C. Середня річна кількість опадів – 510 мм.
| Клімат поселення                              | Клімат поселення | Клімат поселення | Клімат поселення | Клімат поселення | Клімат поселення | Клімат поселення | Клімат поселення | Клімат поселення | Клімат поселення | Клімат поселення | Клімат поселення | Клімат поселення | Клімат поселення |
| Показник                                      | Січ.             | Лют.             | Бер.             | Квіт.            | Трав.            | Черв.            | Лип.             | Серп.            | Вер.             | Жовт.            | Лист.            | Груд.            |                  |
| Середній максимум, °C                         | −11,31           | −7,48            | −0,54            | 9,70             | 17,60            | 23,16            | 24,14            | 23,09            | 17,44            | 10,44            | 0,29             | −9,15            |                  |
| Середня температура, °C                       | −17,5            | −13,7            | −6,75            | 3,47             | 11,38            | 16,95            | 19,56            | 18,50            | 12,84            | 5,85             | −4,3             | −13,75           |                  |
| Середній мінімум, °C                          | −23,76           | −19,9            | −12,98           | −2,74            | 5,18             | 10,73            | 14,96            | 13,90            | 8,24             | 1,24             | −8,9             | −18,35           |                  |
| Норма опадів, мм                              | 20               | 16               | 28               | 29               | 59               | 83               | 75               | 66               | 48               | 38               | 25               | 23               |                  |
| Середньомісячна швидкість вітру, м/с          | 4.30             | 4.30             | 4.40             | 4.60             | 4.60             | 4.04             | 3.50             | 3.70             | 4.20             | 4.50             | 4.50             | 4.40             |                  |
| Середньомісячна сонячна радіація, кДж/м²·день | 4286             | 7611             | 12506            | 17229            | 19980            | 21232            | 21817            | 18569            | 12800            | 7660             | 4322             | 3279             |                  |
| --------------------------------------------- | ---------------- | ---------------- | ---------------- | ---------------- | ---------------- | ---------------- | ---------------- | ---------------- | ---------------- | ---------------- | ---------------- | ---------------- | ---------------- |
| Джерело:                                      |                  |                  |                  |                  |                  |                  |                  |                  |                  |                  |                  |                  |                  |